# Stellbrookmoor
Das Stellbrookmoor ist ein Naturschutzgebiet in der schleswig-holsteinischen Gemeinde Heidmühlen im Kreis Segeberg.

## Allgemeines
Das rund 35,4 Hektar große Naturschutzgebiet ist unter der Nummer 74 in das Verzeichnis der Naturschutzgebiete des Ministeriums für Landwirtschaft, Umwelt und ländliche Räume eingetragen. Es wurde 1968 ausgewiesen (Datum der Verordnung: 14. Oktober 1968). Das Naturschutzgebiet ist Bestandteil des FFH-Gebietes „Osterautal“. Es grenzt im Norden an das Landschaftsschutzgebiet „Bad Bramstedt (Bramerau-Osterau, Schmalfelder Au, Hohes Moor)“. Zuständige untere Naturschutzbehörde ist der Kreis Segeberg.

## Beschreibung
Das Naturschutzgebiet liegt in etwa zwischen Neumünster, Bad Bramstedt und Bad Segeberg am Rand der Niederung der Osterau. Es stellt einen Rest des entwässerten und abgetorften Stellbrookmoors unter Schutz, einem Hochmoor, das früher mit dem südwestlich liegenden Hasen- und Langlohmoor sowie dem Halloher und Holmer Moor eine von Mooren und Heiden geprägte landschaftliche Einheit bildete. Das Gebiet wird von offenen Bereichen, an den Rändern auch bewaldeten Flächen geprägt. Es soll mit angrenzenden Flächen an der Osterau zu einem Verbund aus naturbestimmten Arealen entwickelt werden.
Nach Norden, Westen und Osten grenzt das Naturschutzgebiet an Straßen und Wege. Nach Norden und Osten schließen sich bewaldete Bereiche, nach Süden und Westen landwirtschaftliche Nutzflächen an. Das Gebiet entwässert zur Osterau. Das Naturschutzgebiet wird vom Landesjagdverband Schleswig-Holstein betreut.

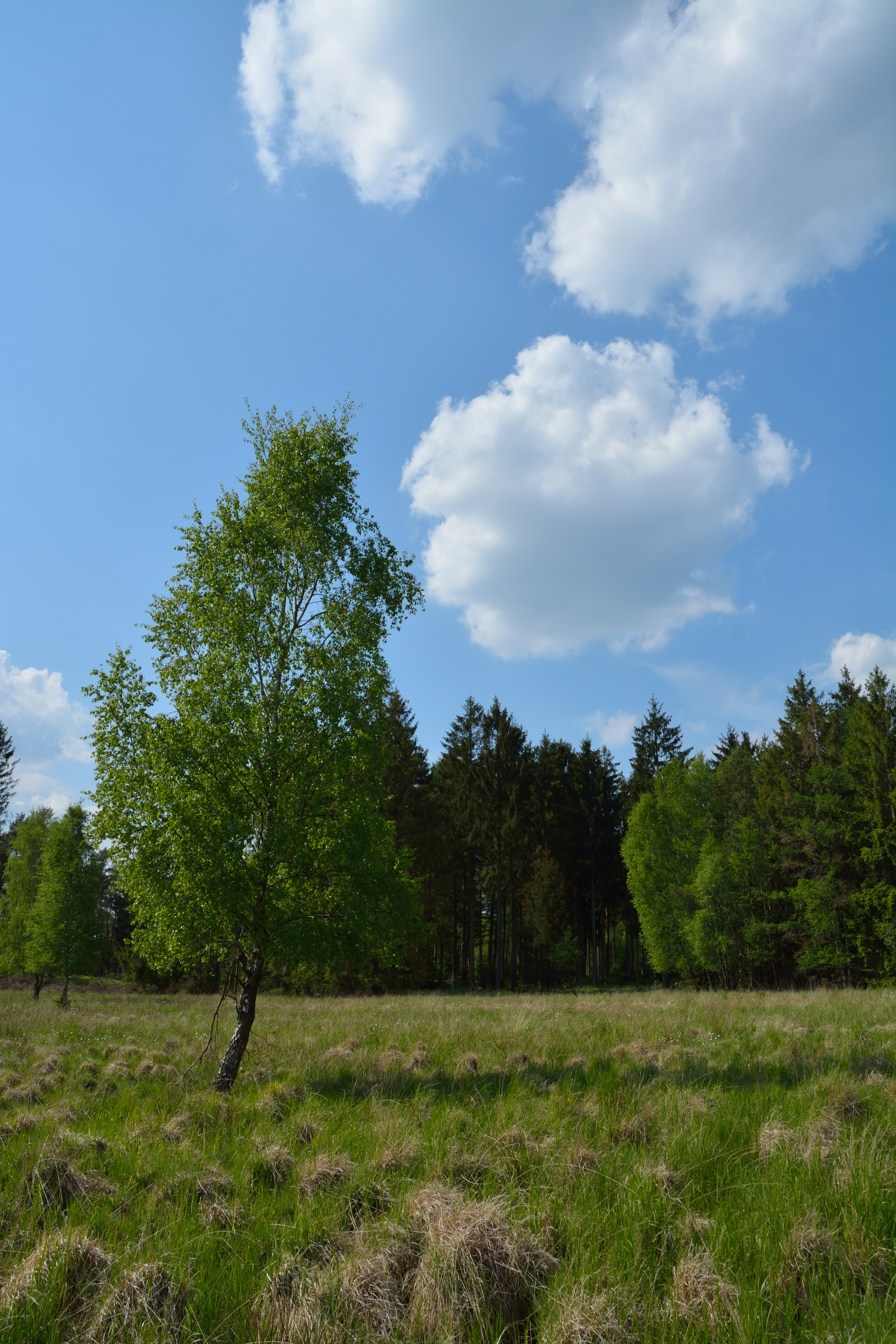
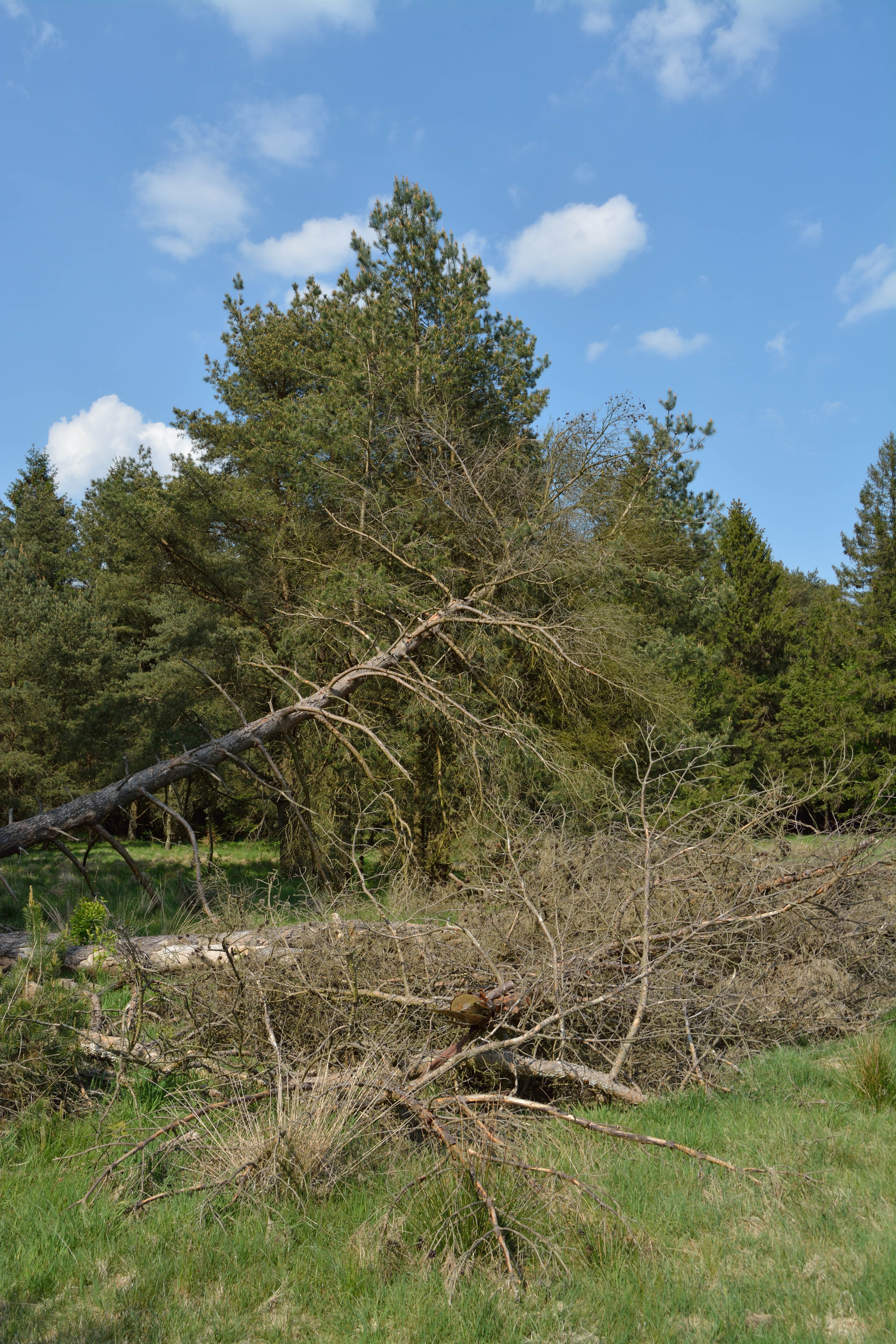
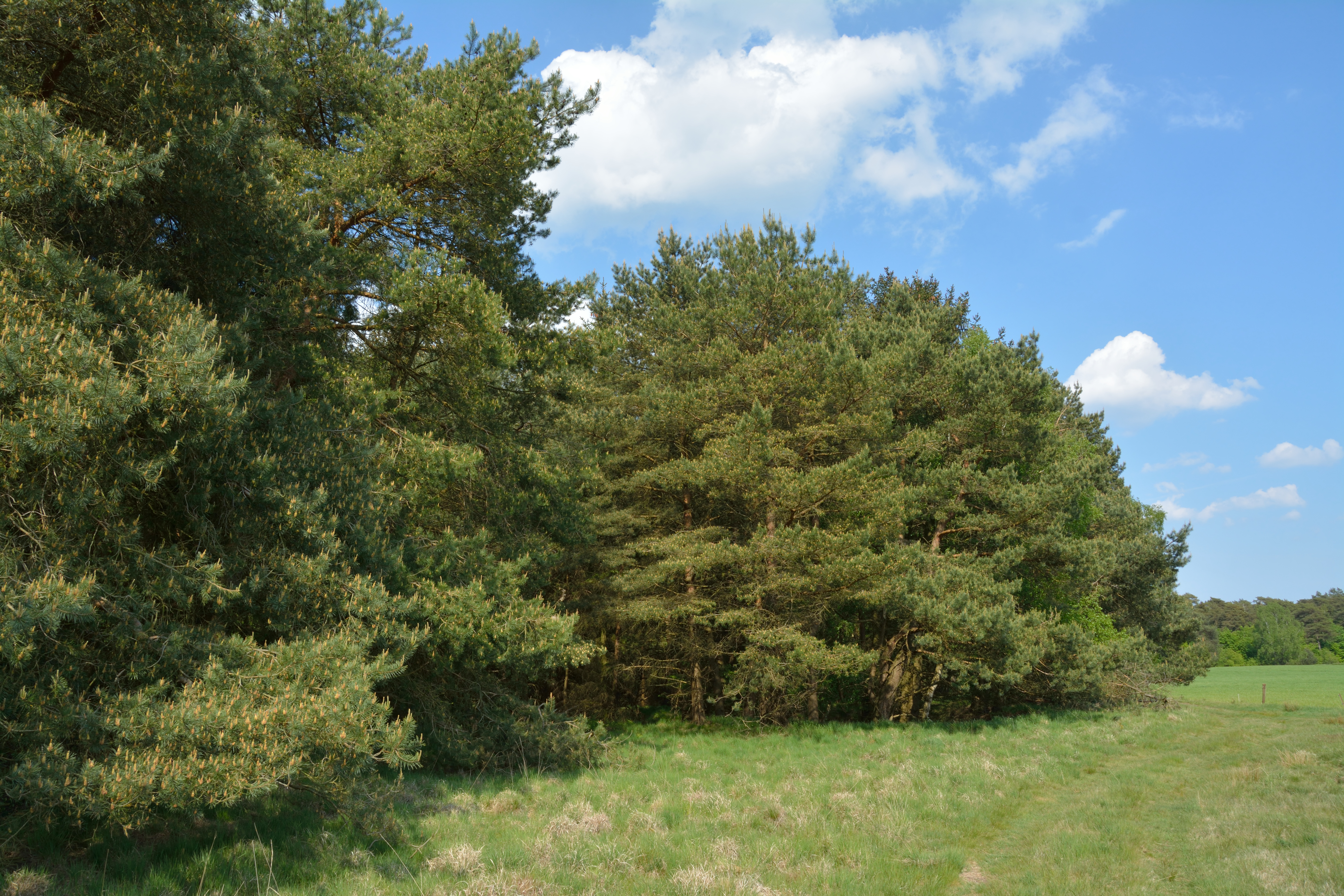
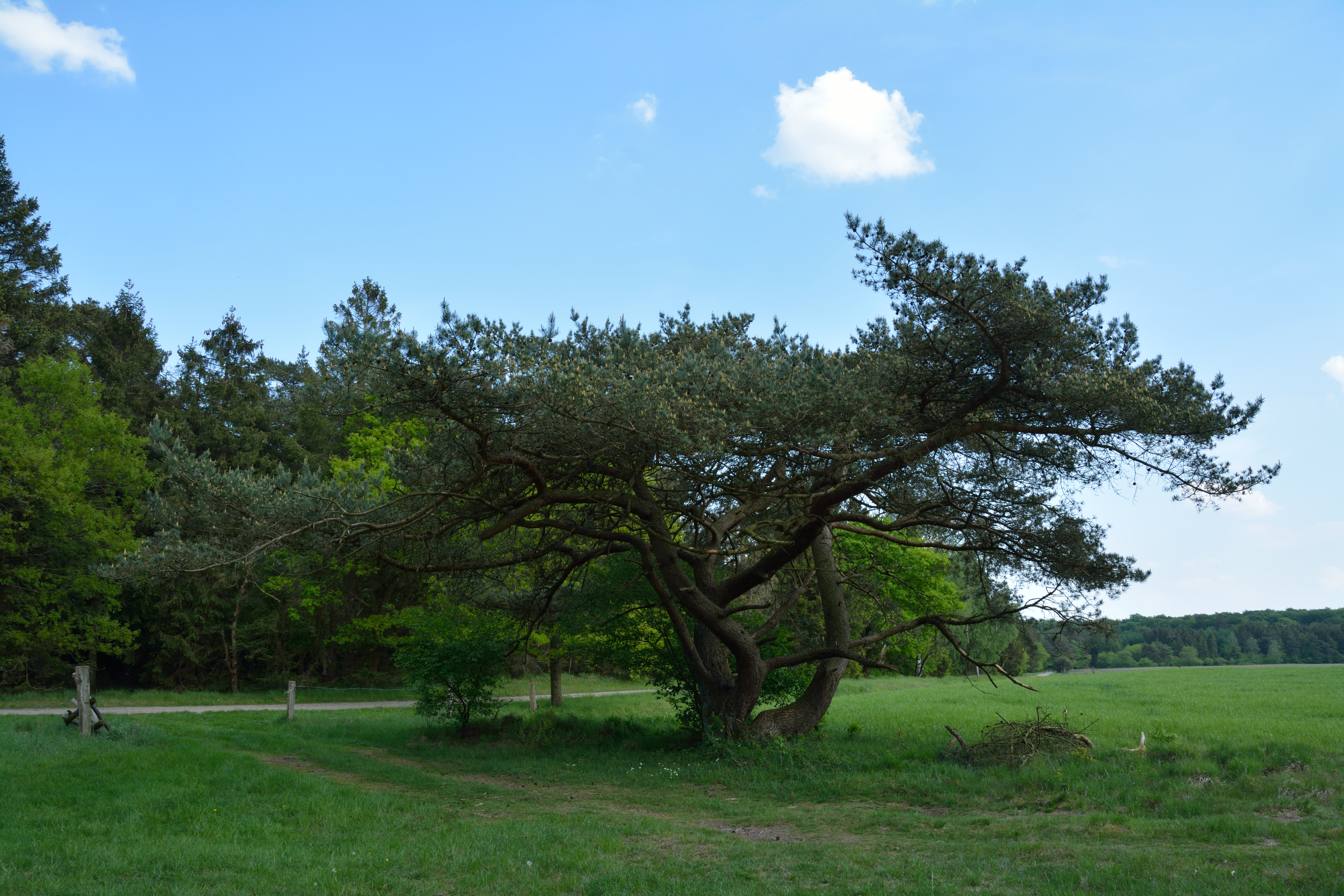